# Gumin
Gumin (niem. Gaumitz)– dzielnica miasta Niemcza w województwie dolnośląskim, w powiecie dzierżoniowskim.
Miejscowość była siedzibą rodziny Kitschke. Ród pochodził z księstwa brzeskiego. 
Do 2008 r. Gunice.